# Ульдючины
Ульдючи́ны (калм. Үлдчнр) — село Приютненском районе Калмыкии, центр Ульдючинского сельского муниципального образования.

## География
Село расположено на равнине в 40 километрах к юго-западу от Элисты, в 18 километрах к северо-востоку от села Приютное у федеральной автодороги Р216 (Астрахань-Элиста-Ставрополь). Ближайшая железнодорожная станция Ульдючины расположена в 5 километрах к югу от села.

## Этимология
Название села производно от этнонима «ульдючины». Существует несколько версий о происхождении группы «ульдючин». По одной из них, часть калмыков, якобы оставшаяся при уходе Убаши-хана в 1771 году в Джунгарию, получила от других калмыков название «ульдюль» (то есть остаток) со временем превратившееся в «ульдючин» в значении «отставшие». По другой версии, наименование «ульдючин» якобы происходит от имени простолюдина Махан-Ульдючина (махан — мясо, ульду - меч, ульдучи — меченосец) у поколения «хойт» в известном предании об ойратском Есельбан Сайн-Ка.

## История
Дата основания неизвестна. По сведениям астраханского этнографа Иродиона Житецкого, в 1880-х центр Ульдючиновского аймака располагался в урочище Первен-Нур. Центром ульдючинского аймака Первый Ульдючин стал только после революции. В году коллективизации в Первом Ульдючине создаётся колхоз имени М. Калинина. К 1941 году Первому Ульдючину было присвоено название Ленинск. В период Великой Отечественной войны был кратковременно оккупирован. 28 декабря 1943 года калмыцкое население было депортировано в Сибирь. После возвращения калмыков был создан совхоз «Ульдючинский», построено типовое здание школы. Название Ульдючины было присвоено посёлку не ранее 1964 года.

## Население
| 2002 | 2010 | 2011 | 2012 |
| ---- | ---- | ---- | ---- |
| 739  | ↗793 | ↘791 | ↗820 |

Этнический состав
| Национальность | Численность | Процент |
| -------------- | ----------- | ------- |
| Калмыки        | 709         | 97,26%  |
| Русские        | 14          | 1,92%   |
| Белорусы       | 3           | 0,41%   |
| Чеченцы        | 3           | 0,41%   |
| Всего          | 729         | 100%    |

## Достопримечательности
- Ульдючинский хурул — построен в 2004 году.
- Ступа Просветления — дата открытия 16 ноября 2001 года.
- Обелиск погибшим воинам в годы Великой Отечественной войны — установлен в 1967 году.

## Известные жители и уроженцы
- Нуров, Владимир Дорджиевич (род. 1938) — народный поэт Калмыкии.